# Eois alticola
Eois alticola är en fjärilsart som beskrevs av Aurivillius 1925. Eois alticola ingår i släktet Eois och familjen mätare. Inga underarter finns listade i Catalogue of Life.